# Moimenta-alcafachei vonatkatasztrófa
A moimenta-alcafachei vonatkatasztrófa 1985. szeptember 11-én történt Mangualde községnél, Portugáliában a portugál Linha da Beira Alta vasútvonalon. Bár a hivatalos adatok szerint 49 ember vesztette életét a tragédiában, bizonyos becslések 150-re teszik az áldozatok számát. Ez volt Portugália történetének legsúlyosabb vasúti szerencsétlensége.

## Körülmények
A baleset Moimenta-Alcafache vasútállomás közelében történt Moimenta de Maceira Dão településen, Mangualde község területén. A vasútállomás  Nelas és Mangualde közt helyezkedik el, a pálya egyik egyvágányú szakaszán. 
A baleset két személyszállító vonatot érintett. Ezek egyike a Porto és Párizs között közlekedő nemzetközi vonat volt, amely a menetrend szerint mintegy 18 perce már úton volt; míg a másik egy helyi személyszállító vonat volt, amely Coimbra irányába tartott. A helyi vonat száma az 1439-es volt, amelyet egy CP Class 1400-as mozdony hajtott. A személyszállító vonat mintegy öt, vagy hat kocsiból állt, melyeket a Sorefame cég gyártott. A nemzetközi Sud Expresst az 1961-es számozású CP Class 1960-as mozdony hajtotta, melyre 12 kocsi volt csatlakoztatva, és mintegy 460 utas utazott rajta.

## Az ütközés
A Coimbra felé közlekedő helyi vonat minden állomáson és megállóhelyen megállt a menetrendje szerint. A vonat épp megérkezett Mangualde állomásra, ahol vesztegelnie kellett a nemzetközi vonat elhaladásáig. Annak ellenére, hogy a nemzetközi vonatnak volt továbbhaladási elsőbbsége a helyi vonattal szemben, mégis ez utóbbi indult el, jóllehet az idő már nem volt arra elegendő, hogy Nelas állomáson a két vonat egymást elkerülve más-más vágányokra legyen terelve. Egy másik vonat vezetője, amely késéssel közlekedett a pályán, rosszul mérte fel, hogy a pálya üres, és szintén elindult. Az elindulás után a nelasi pályamester felhívta telefonon Moimenta-Alcafache állomást, és figyelmeztette őket a nemzetközi vonat áthaladására és a helyi személyszállító vonat érkezésére, és megpróbálta értesíteni a vasúti biztonsági dolgozókat, hogy elkerülje a balesetet.
Este 6:37 perc környékén a két vonat egymásba rohant, mintegy 100 km/órás sebességgel. Az ütközés összeroncsolta mindkét mozdonyt, és mindkét szerelvényen megrongálta a személyszállító kocsikat, valamint az ütközés során több helyen is tűz ütött ki részben a mozdonyok kiömlött üzemanyaga, részben a kocsik figyelmeztető rendszerei miatt. A személyszállító kocsik anyaga nem volt tűzálló, illetve nem a tűz terjedését késleltető anyagokból készült, ezért a kigyulladt kocsikban a tűz gyorsan terjedt, ami nagyon sűrű, nagy mennyiségű füstöt produkált.
Közvetlenül az ütközés után pánik tört ki az utasok közt, akik megpróbáltak kiszabadulni a kocsikból. Számos utas, köztük gyermekek is csapdába estek a vasúti kocsikban, és vagy halálra égtek, vagy megfulladtak a sűrű füstben.

## A mentőalakulatok reakciói
A Portugál Nemzeti Gárda egyik egysége a közelben állomásozott, akiket azonnal riadóztattak is. Bár a mentőcsapatok a balesetet követő néhány percen belül kiérkeztek a helyszínre, kaotikus volt az állapot, mivel az égő kocsik kigyújtották a közeli erdősávot, és számos sérült volt, valamint sok utas pánikba esett.
A becslések szerint 150 utas veszett oda a tragédiában, bár a körülmények miatt és az utasok számának pontos nyilvántartásba vétele nélkül nem lehetséges az áldozatok pontos számának megállapítása. A hatóságok hivatalosan 49 áldozatot tudtak felkutatni, akik közül csak 14-et sikerült azonosítaniuk. További 64 utast hivatalosan eltűntnek nyilvánítottak.
Azon áldozatokat, akiknek a holttestét nem sikerült azonosítaniuk a hatóságoknak, egy közös sírba temették a helyszín közelében, ahol a tragédiában elhunytak és a mentésben részt vevők tiszteletére egy emlékművet is felállítottak.

## Fordítás
Ez a szócikk részben vagy egészben  a   Moimenta-Alcafache train crash című angol Wikipédia-szócikk ezen változatának fordításán alapul.  Az eredeti cikk szerkesztőit annak laptörténete sorolja fel. Ez a jelzés csupán a megfogalmazás eredetét és a szerzői jogokat jelzi, nem szolgál a cikkben szereplő információk forrásmegjelöléseként.